# Ыджыдъюнко
Ыджыдъюнко (устар. Ыджид-Юнко) — река в Шурышкарском районе Ямало-Ненецкого АО. Устье реки находится на южной стороне озера Варчаты. Высота устья — 42,7 м над уровнем моря. Длина реки 23 км, в 2 км от устья по левому берегу впадает приток Дзёляюнко.

## Данные водного реестра
По данным государственного водного реестра России относится к Нижнеобскому бассейновому округу, водохозяйственный участок реки — Обь от впадения реки Северная Сосьва до города Салехард, речной подбассейн реки — бассейны притоков Оби ниже впадения Северной Сосьвы. Речной бассейн реки — (Нижняя) Обь от впадения Иртыша.